# Ljungbergs Textiltryck
Ljungbergs Textiltryck AB är en svensk producent av tryckta textilier. Bolaget etablerades i Floda 1948. Bolaget grundades av Erik Ljungberg som var ingenjör och grafiker och som tidigare arbetat på Almedahls. Hans bror Einar Ljungberg arbetade som konstnär i företaget.
Bland de som anlitade Ljungbergs hörde Svenskt Tenn som här lät producera Josef Franks mönster på tyger. Andra konstnärer som fått mönster producerade hos Ljungbergs är bland andra Viola Gråsten, Stig Lindberg och Sven Markelius.
Sedan 2015 äger Berghems Väveri AB varumärket Ljungbergs.
Bland välkända verk som tagits fram hos Ljungbergs hör ridån på biografen Draken i Göteborg och Sven Markelius mönster Pythagoras som återfinns i FN-högkvarteret i New York.